# Radu Vasile
Radu Vasile (Nagyszeben, 1942. október 10. - Bukarest, 2013. július 3.) román politikus, történész, aki a PNȚCD színeiben 1998 - 1999 között Románia miniszterelnöke volt. 

## Élete
Gimnáziumi tanulmányait Drăgășaniban és Szászvárosban végezte. Mivel apja a Gheorghiu-Dej korszakban politikai elítélt volt, nem kezdhetett egyetemi tanulmányokat, így az egészségügyi technikumot végezte el, 1962-ben. A Nicolae Ceaușescu hatalomrajutása utáni - kezdeti - enyhülés idején beiratkozott a bukaresti egyetem történelem karára, amelyet 1967-ben végzett el. Később a "Nicolae Iorga" Történeti Intézetnél kapott állást, mint kutató. 1977-ben doktorált, majd egyetemi asszisztensként tevékenykedett a bukaresti egyetemen (tanári állást nem kaphatott, mert nem volt az RKP tagja). A rendszerváltás után, 1990-ben a Kereskedelmi kar dékánhelyettesévé választották, majd 1993-ban megkapta a professzori rangot. 
Radu Vasile 1990-ben lépett be a történelmi Nemzeti Parasztpárt nyomdokain újjászerveződő PNȚCD-be. Már 1991-ben a párt szóvivője lett, majd 1992-ben szenátor, Bákó megye színeiben. 1993-tól a Szenátus alelnöke. 1998-ban, Victor Ciorbea kabinetjének bukása után, előrehozott választások eredményeként őt nevezték ki minisztertelnökké, de az elődjétől örökölt gazdasági és társadalmi problémákat nem volt képes megoldani, és - többek között - az 1999 januárjában lezajlott ötödik bányászjárás következtében lemondani kényszerült. A Vasile-kabinet helyét az ország élén a Mugur Isărescu vezette szakértői kormány vette át.    
2000 és 2004 között a Demokrata Párt színeiben volt ismét szenátor, majd visszavonult a politikától. 2013. július 3-án halt meg Bukarestben, ugyanitt temették el. A temetési szertartást Ioan Robu, bukaresti katolikus érsek celebrálta.